# Disticta
Disticta é um gênero de traça pertencente à família Arctiidae.